# Rudolf Knietsch
Rudolf Theophil Josef Knietsch (Opole, 13 dicembre 1854 – Ludwigshafen am Rhein, 28 maggio 1906) è stato un chimico tedesco.

## Biografia
Rudolf Knietsch abbandonò gli studi liceali per seguire un apprendistato come fabbro. Dopo aver lavorato per un anno come artigiano a Breslavia, frequentò le scuole di edilizia commerciale a Brzeg e a Gliwice, poi nel 1879 si laureò in chimica e metallurgia all'Università di Berlino.
Lavorò alla Badische Anilin und Soda Fabrik (BASF), per la quale nel 1901 ideò un nuovo procedimento economico per produrre industrialmente l'acido solforico e l'anidride solforica. Grazie al suo lavoro, la BASF divenne il primo produttore mondiale di tali sostanze, sancendo la migrazione della ricerca applicata dalle università nelle aziende. Knietsch tra l'altro fu determinante nella produzione dell'indaco sintetico, superando non poche difficoltà tecniche nel processo di sintesi. La BASF commercializzò tale prodotto nel 1897 con il nome Indigo pure BASF.

## Opere
- (DE) Über d. Eigenschaften d. flüssigen Chlors, in: Liebigs Ann. d. Chemie 259, 1890, pp. 100-24;
- (DE) Über d. Schwefelsäure u. ihre Fabrication n. d. Contactverfahren, in: Berr. d. Dt. Chem. Ges. 34, 1901, pp. 4069-115